# Behandlung von Unsicherheit im IPCC-Prozess
Der Intergovernmental Panel on Climate Change (IPCC, Zwischenstaatlicher Ausschuss für Klimaänderungen) verwendet in seinen „Sachstandsberichten“ nach dem Erscheinen des Dritten Sachstandsberichtes (TAR) im Jahr 2001 eine normierte und formalisierte Klassifikation der statistischen Unsicherheit der vorgestellten zusammengefassten Forschungsergebnisse. Diese Einschätzung der Unsicherheit der Ergebnisse soll eine allgemeingültige Bewertung von Ergebnissen ermöglichen und damit die Vergleichbarkeit von aktuellen und zukünftigen Forschungsresultaten, aber auch die Vergleichbarkeit zwischen verschiedenen wissenschaftlichen Studien sicherstellen.

## Der Unsicherheitsfaktor in den Naturwissenschaften
Jede naturwissenschaftliche Forschung ist mit mehr oder minder großen Unsicherheiten behaftet. Dies gilt insbesondere für die interdisziplinäre Forschung bezüglich eines so komplexen Systems wie der Erdatmosphäre. Jeder Schritt zum Erkenntnisgewinn führt zu neuen Unsicherheiten, die beschrieben und nach Möglichkeit quantifiziert werden müssen. In der Erhebung von Daten sind die Messungenauigkeiten und ggf. systematische Messfehler zu beachten. Gerade bei der Entwicklung einer Theorie besteht anfangs eine Unsicherheit in den Analysemethoden und damit auch in den Ergebnissen. Das System des Planeten Erde ist in seiner Komplexität am oberen Ende des Spektrums hinsichtlich Nichtlinearität und Freiheitsgraden angesiedelt. Diese Komplexität bedeutet, dass Erkenntnisse über die in der Erdatmosphäre herrschenden Prozesse nicht immer mit absoluter Zuverlässigkeit beschrieben und erklärt werden können. Dabei gibt es oft sehr spezielle Probleme wie die Frage, wie die Emissionen des Luftverkehrs ermittelt werden können, da diese einerseits global wirken, andererseits aber einem Staat (Territorialprinzip) zugeordnet werden sollen, um den jeweiligen Anteil der einzelnen Länder in der CO2-Bilanz zu berechnen.
In Abhängigkeit von den Zeit- und Raumskalen verschiedener Prozesse können Unsicherheiten schneller oder langsamer eliminiert werden. So kann die Unsicherheit über hochfrequente Variabilität durch Messungen über kurze Zeiträume rasch beseitigt werden. Jedoch kann die Unsicherheit über Variabilität auf Zeitskalen von mehreren Tausend Jahren deutlich länger bestehen bleiben.

## Beschreibung von Unsicherheiten im nicht-wissenschaftlichen Kontext
Die Quantifizierung von Unsicherheiten ist speziell im Kontext der anhaltenden politischen Debatte zum Klimawandel und der oft vordergründig inszenierten Kontroverse um die globale Erwärmung äußerst relevant. Häufig wird in der politischen Diskussion eine subjektive Beschreibung von Unsicherheiten gewählt. Das bedeutet, dass in Aussagen die Klassifizierungen „sehr wahrscheinlich“, „wahrscheinlich“ oder „unwahrscheinlich“ verwendet werden, die sich jedoch in ihrer Bedeutung von Person zu Person und von Interpretation zu Interpretation unterscheiden. Damit wird Außenstehenden teilweise ein unklares Bild der Faktenlage und der objektiven Ergebnisse vermittelt. Andererseits dienen konkrete Ergebnisse, bei denen im IPCC-Prozess Übereinstimmung erzielt wurde, als Vorlage für die politischen Meinungsbildung. Dabei kann Kritik aufkommen, die wiederum den wissenschaftlichen Erkenntnisprozess befördert. So hieß es in einer deutschen Studie 2007: „Der Ausstoß des Seeverkehrs wird nicht betrachtet, da er in den Emissionen des Verkehrs gemäß ihrer gängigen Definition nach dem IPCC-Prinzip nicht enthalten ist.“
Einer der ersten, der sich mit der Kommunikation der statistischen Unsicherheit und der öffentlichen Wahrnehmung des Themenkomplexes der globalen Erwärmung intensiv befasste, war der Physiker und Klimawissenschaftler Stephen Schneider. Als langjähriger IPCC-Mitarbeiter und Leitautor (Arbeitsgruppe I von 1994 bis 1996, ab 1997 koordinierender Leitautor der Arbeitsgruppe II) widmete er sich ausführlich den Unsicherheiten bei der Modellierung der Wechselwirkungen von menschlichen und natürlichen Systemen und veröffentlichte darüber eine Vielzahl von Stellungnahmen und wissenschaftlichen Abhandlungen.

## Formalisierung
Im Rahmen der Erstellung des Vierten Sachstandsberichts (AR4) wurde durch den IPCC eine normierte und formalisierte Klassifikation von Unsicherheit eingeführt. Diese Klassifikation wurde für den Fünften Sachstandsberichts (AR5) aktualisiert. Der IPCC verdeutlicht in der Einleitung des Fünften Sachstandsbericht, dass die aktuelle Behandlung von Unsicherheiten nicht als finale, sondern als sich kontinuierlich verändernde Herangehensweise betrachtet werden soll. Der aktuelle Stand gliedert sich in zwei Aspekte, die individuell bewertet werden. Es wird die Aussagekraft eines Ergebnisses (Validity of finding) und die Wahrscheinlichkeit eines Ergebnisses (Measure of certainty of finding) beschrieben. Nur durch die Kombination dieser Aspekte lässt sich begründet eine Aussage über zukünftige Entwicklungen (Vorhersagen und Projektion) treffen und bewerten.

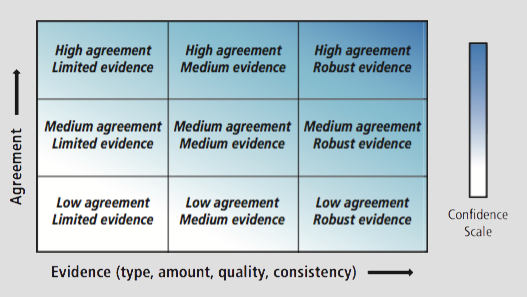
Matrix zur Bestimmung der Aussagekraft (confidence) eines Ergebnisses; Güte des Ergebnisses (Spalten) und Übereinstimmung (Zeilen) bestimmen die Aussagekraft; je dunkler/blauer desto höher die Aussagekraft.

Die Aussagekraft eines Ergebnisses wird aktuell (März 2017) über die Art (type), Qualität (quality), Menge (amount), Beständigkeit (consistency) und Übereinstimmung (degree of agreement) der gefundenen wissenschaftlichen Beweise bestimmt. Es wird hier unterschieden zwischen der Güte der Ergebnisse (Art, Qualität, Menge und Beständigkeit) und der studienübergreifenden Aussagekraft (Übereinstimmung). Die Güte wird auf einer qualitativen Skala mit limitiert (limited), mittel (middle) oder robust (robust) bewertet. Hohe Güte wird bspw. durch Kombination von in-situ Messungen, Satellitenmessungen, Simulationsergebnissen und theoretischen Modellen erreicht. Die Übereinstimmung wird ebenfalls qualitativ auf einer Skala mit niedrig (low), mittel (middle) oder hoch (high) beschrieben. Unter Betrachtung dieser Informationen wird die Aussagekraft eines Ergebnisses in einer zweidimensionalen Matrix ausgedrückt. Entlang der Zeilen der Matrix wird eine zunehmende Aussagekraft durch Art, Qualität, Menge und Beständigkeit der Ergebnisse aufgezeigt. Entlang der Spalten wird eine steigende Aussagekraft durch die Übereinstimmung von mehreren Ergebnissen aufgezeigt. Die Aussagekraft steigt damit diagonal durch die Matrix an und hat ihren höchsten (niedrigsten) Wert bei robusten (limitierten) Beweisen und hoher (niedriger) Übereinstimmung. Es ist wichtig zu erwähnen, dass in diesem Zusammenhang von Aussagekraft/Konfidenz im semantischen Sinne gesprochen wird und nicht von statistischer Konfidenz. Daher könnte für eine bestimmte Güte und Übereinstimmung von Beweisen eine variable Aussagekraft angegeben werden. Jedoch korrelieren höhere Güte und höhere Übereinstimmung mit höherer Aussagekraft.
Die Wahrscheinlichkeit eines Ergebnisses bewertet, wie wahrscheinlich es ist, dass dieses Ergebnis eintritt. Sie wird in einer sprachlich kalibrierten Skala angegeben, welche auf quantifizierten Wahrscheinlichkeiten beruht. Diese Skala besteht aus sieben möglichen Bewertungsniveaus (qualifiers): 
| Bewertungsniveau                                              | Wahrscheinlichkeit |
| ------------------------------------------------------------- | ------------------ |
| nahezu sicher (virtually certain)                             | 99 – 100 %         |
| sehr wahrscheinlich (very likely)                             | 90 – 100 %         |
| wahrscheinlich (likely)                                       | 66 – 100 %         |
| ungefähr so wahrscheinlich wie nicht (about as likely as not) | 66 – 033 %         |
| unwahrscheinlich (unlikely)                                   | 00 – 033 %         |
| sehr unwahrscheinlich (very unlikely)                         | 00 – 010 %         |
| außergewöhnlich unwahrscheinlich (exceptionally unlikely)     | 00 – 01 %          |

Grundlage dieser Quantifizierung können Berechnungen auf Grundlage von in-situ-Daten, Satellitendaten oder Simulationen oder Auswertung von Experteninterviews sein. Bei ausreichend großer Datengrundlage ist es jedoch vorzuziehen, die gesamte Wahrscheinlichkeitsdichtefunktion (PDF, probabilit density function) zu zeigen.